# KBS 뉴스광장 울산
《KBS 뉴스광장 울산》은 KBS 울산 1TV에서 매주 평일 오전 7시 20분에 방송 중인 울산 지역 아침 종합 뉴스 프로그램이다.

## 개요
KBS 울산 뉴스광장으로 읽는다.

## 앵커
| 대수 | 진행자             | 진행 기간                         | 비고 |
| ---- | ------------------ | --------------------------------- | ---- |
| 1대  | 박수연 아나운서    | 일자 미상 ~ 2021년 7월 21일       |      |
| 임시 | 김희윤 기상 캐스터 | 2021년 7월 22일 ~ 2021년 7월 23일 |      |
| 2대  | 정수민 아나운서    | 2021년 7월 26일 ~ 2023년 1월 6일  |      |
| 3대  | 김희윤 기상 캐스터 | 2023년 1월 9일 ~ 2023년 1월 26일  |      |
| 임시 | 김다은 아나운서    | 2023년 1월 27일                   |      |
| 4대  | 가은혜 아나운서    | 2023년 1월 30일 ~ 현재            |      |

## 경쟁 프로그램
- MBC 뉴스투데이 울산 (울산MBC TV)
- ubc 모닝와이드 (ubc TV)